# شامار نيشولسون
شامار نيشولسون (بالإنجليزية: Shamar Nicholson)‏ (16 مارس 1997 بكينغستون في جامايكا - ) هو لاعب كرة قدم جامايكي في مركز مهاجم ‏.

## مسيرته الكروية
لعب شامار نيشولسون خلال مسيرته الاحترافية مع 3 أندية في سبعة مواسم وسجل خلالها 54 هدفًا ضمن 147 مباراة. ولم يفز بأي موسم بالكأس أو بالدوري.
خاض شامار نيشولسون مسيرته مع نادي بويز تاون في موسم 2014–15 واستمر معه طيلة ثلاثة مواسم، مشاركًا في 75 مباراة سجل خلالها 28 هدفًا. ثم انتقل إلى نادي دومجاله في موسم 2017–18 واستمر معه طيلة ثلاثة مواسم، حيث شارك في 47 مباراة سجل خلالها 18 هدفًا. لينتقل بعدها إلى نادي رويال شارلروا في موسم 2019–20 لمدة موسم واحد، مشاركًا في 25 مباراة سجل خلالها 8 أهداف.